# シュナイ＝サレ
シュナイ＝サレ (ロシア語: Сюнай-Сале)とは、ロシア連邦ヤマロ・ネネツ自治管区ヤマル地区ヤル＝サレ農村居住区域にある村。人口は442人（2010年）。